# Pteris blanchetiana
Pteris blanchetiana är en kantbräkenväxtart som beskrevs av Presl och Constantin von Ettingshausen. Pteris blanchetiana ingår i släktet Pteris och familjen Pteridaceae. Inga underarter finns listade.